# 霞ん
霞ん（かすみん）は、栃木県在住の主婦、お弁当作家。キャラ弁ブームのきっかけを作った。

## 略歴
2005年4月に自らの作品を掲載するブログ「★彡次男坊にゃ虐待弁当＆ダンナは倦怠期弁当＝逆切れギャク弁！★彡」を開設。Yahoo!ブログで総合2位のアクセス数を集めた。
2006年『愛のギャク弁』出版。
2012年現在も『アニメージュ』（徳間書店）に連載を持つなど、活発に活動している。

## 主な出演番組
- BS熱中夜話（NHK）
- イブニング・ファイブ （TBS）
- "おばあちゃんの知恵スペシャル！スゴ腕主婦タレントNo.1決定戦！". 全国一斉!日本人テスト. 19 February 2009. フジテレビジョン。

## 主な出版物
- 『愛のギャク弁』（徳間書店）

## エピソード
- ブログ開設のきっかけは、「お弁当作り”なんて『早起き・地味・メンドクサイ』し、感謝もされず」という思い。
- 始めた頃は画素数の少ないカメラでお弁当の写真を撮っているとの批判もあったが、今は綺麗な写真も撮り、またプロのカメラマンに商業雑誌に載せるほどの写真を撮ってもらいブログにアップしている[3]。